# Кенбаев, Молдахмет Сыздыкович
Молдахмет Сыздыкович Кенбаев (каз. Молдахмет Сыздықұлы Кенбаев; 25 июля 1925, аул Сартол, Кустанайский уезд — 18 мая 1993, Алма-Ата) — казахский советский художник, заслуженный деятель искусств Казахской ССР (1963), народный художник Казахской ССР (1985), педагог, профессор (1965).

## Биография
Родился в 1925 году в ауле Сартол (ныне — Амангельдинский район Костанайской области Казахстана).
Воспитывался в детском доме. Окончив семь классов, в 1941 году поступил в Алма-Атинское театрально-художественное училище. После окончания АХУ им. Н. В. Гоголя, в 1950‒1956 годах обучался живописи в Московском художественном институте им. В. И. Сурикова. Ученик Ф. П. Решетникова.
С 1956 работал в Алма-Ате. За год до окончания института Молдахмет Кенбаев был принят в Союз художников СССР (1964). Позже — член Союза художников Казахстана.
Профессор живописи и рисунка архитектурно-строительного факультета Казахского государственного политехнического института им. В. И. Ленина (1965—19), с 1980 — Алма-Атинского архитектурно-строительного института. Также преподавал в Украинском художественном училище.
Участник выставок с 1948 года. Работы живописца экспонировались на многих республиканских и зарубежных выставках.
Скончался 18 мая 1993 года, похоронен на Кенсайском кладбище.

## Творчество
Произведения художника, в основном, посвящены степной жизни казахов, природе Казахстана («Ловля лошади», 1957; «На предгорье», 1967; «Песня чабана»).
Автор исторических («Отряд А. Джангильдина», 1957), бытовых («Кошмоделание», 1958; обе ‒ в Государственном музее искусств Казахстана им. А. Кастеева, Алма-Ата), а также пейзажно-жанровых картин («Ловля лошади», 1957, Третьяковская галерея, Москва; «На предгорье», 1967, Государственный музей искусств Казахстана им. А. Кастеева), отличающихся лирико-эпическим звучанием.

## Награды
- Народный художник Казахской ССР (1985)
- Заслуженный деятель искусств Казахской ССР (1963)
- Орден «Знак Почёта» (3 января 1959) — за выдающиеся заслуги в развитии казахского искусства и литературы и в связи с декадой казахского искусства и литературы в гор. Москве